# TON Biała Podlaska
TON Biała Podlaska - Telewizyjny Ośrodek Nadawczy w Białej Podlaskiej. Znajduje się on na budynku Wojewódzkiego Szpitala Specjalistycznego w Białej Podlaskiej przy ul. Terebelskiej. Prowadzone są z niego tylko emisje telewizyjne. Swoim zasięgiem obejmuje miasto Biała Podlaska i okoliczne miejscowości w promieniu ok. 30–40 km. Właścicielem nadajnika jest RS TV.

## Parametry
- Typ obiektu: Maszt na budynku
- Wysokość posadowienia podpory anteny: 150 m n.p.m.
- Wysokość obiektu: 33 m n.p.t.
- Wysokość zawieszenia systemów antenowych: TV: 33 m n.p.t.

## Emisja

### Stacje telewizyjne analogowe – nadające do 17 czerwca 2013 roku
| LP | Program | Częstotliwość | Kanał | Moc nadajnika | Kierunkowość | Polaryzacja |
| -- | ------- | ------------- | ----- | ------------- | ------------ | ----------- |
| 1  | Polsat  | 559,25 MHz    | 32    | 1 kW          | dookólna     | pozioma     |